# Майское солнце
Майское Солнце (исп. Sol de Mayo) — один из национальных символов Аргентины и Уругвая, помещённый на флаги этих государств.
Олицетворяет собой инкского бога Инти, название «майское» символ получил в честь Майской революции 25 мая 1810 года, провозгласившей независимость от Испании вице-королевства Рио-де-ла-Плата.
Аргентинская версия солнца, помещённая на флаг в 1818 году, является точной копией солнца с первой аргентинской монеты 8 эскудо 1813 года.
Майское солнце размещали на погонах венесуэльских высших военных званий.

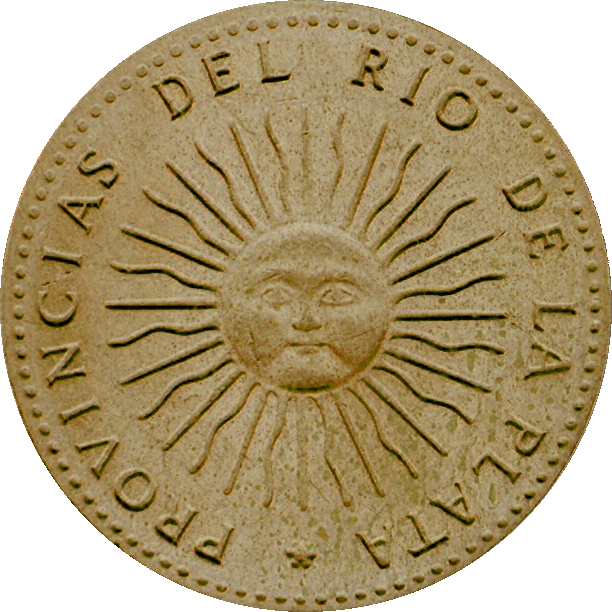
Реверс первой аргентинской монеты с изображением майского солнца
Майское солнце, помещённое на флаг Аргентины в 1818 году
Майское Солнце, изображавшееся на флаге Перу в 1822—1825 годах.
Майское солнце, помещённое на флаг Уругвая в 1828 году